# Шательро (округ)
Шательро (фр. Châtellerault) — округ (фр. Arrondissement) во Франции, один из округов в регионе Пуату — Шаранта. Департамент округа — Вьенна. Супрефектура — Шательро.
Население округа на 2006 год составляло 112 024 человек. Плотность населения составляет 54 чел./км². Площадь округа составляет 2065 км².